# Adolph Hannover

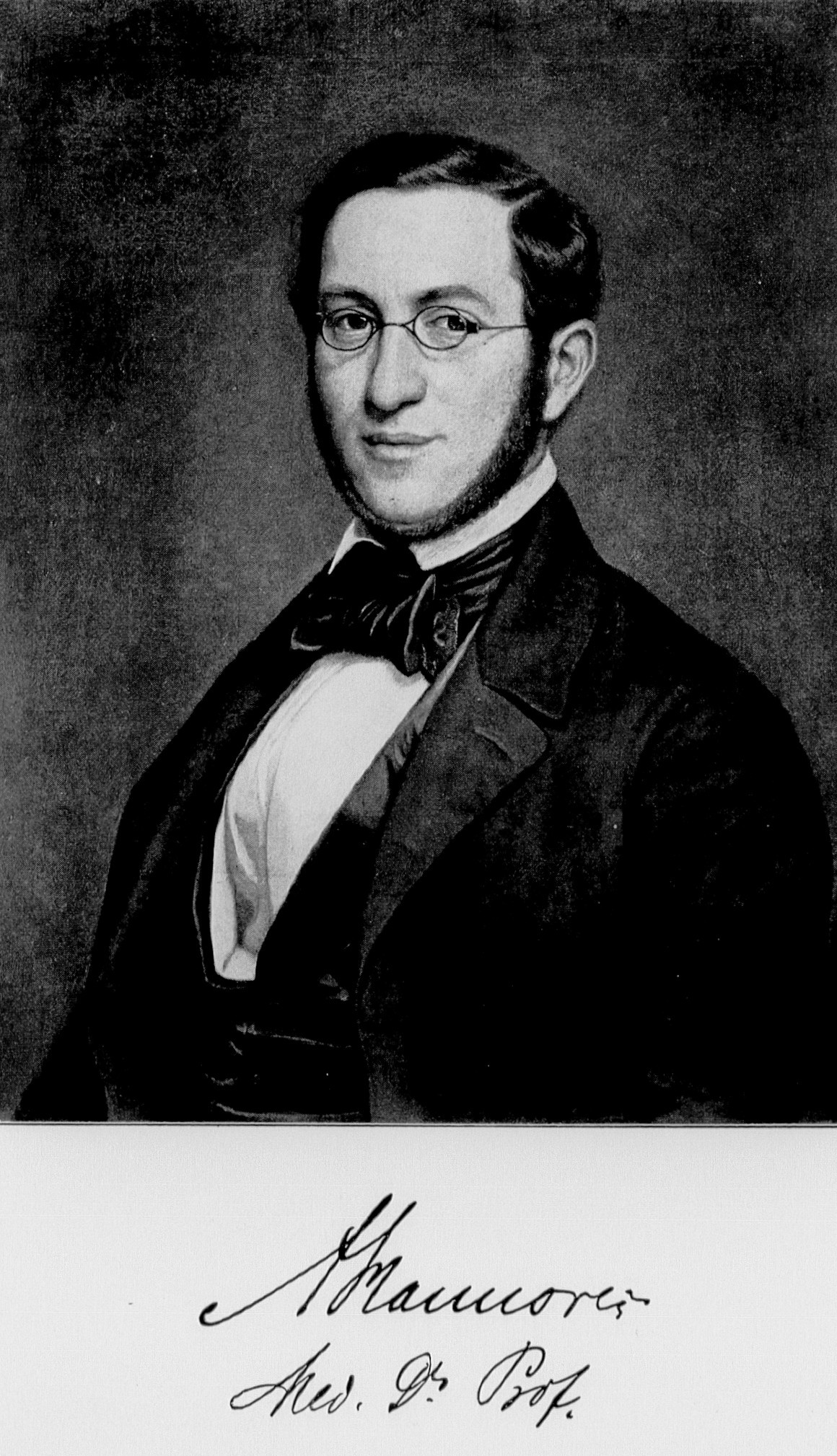
Adolph Hannover

Adolph Hannover (* 24. November 1814 in Kopenhagen; † 7. Juli 1894 in Taarbæk bei Kopenhagen) war ein dänischer Arzt, Anatom und Pathologe.

## Leben und Werk
Adolph (auch Adolf) Hannover studierte ab 1832 Medizin in Kopenhagen. 1837 gewann er für eine anatomische Arbeit an der Universität Kopenhagen eine Goldmedaille. Im folgenden Jahr erhielt er sein medizinisches Examen und 1839 das medizinische Lizentiat ebenfalls für eine anatomische Arbeit.
In den Jahren 1839 bis 1841 unternahm er eine Studienreise nach Paris und Berlin. Er arbeitete lange unter Johannes Müller und unterstützte dessen vergleichend-anatomische Forschungen. Hier wurde er auch in die wissenschaftliche Arbeit mit dem Mikroskop eingeführt.
Von 1841 bis 1844 arbeitete Hannover als Kandidat am Frederiks Hospital in Kopenhagen. Wegen seiner nachweisbar wissenschaftlichen Fähigkeiten wurde er für ein Promotionsdiplom nominiert. Versuche, einen Lehrstuhl zu erlangen, scheiterten jedoch. Stattdessen arbeitete er als Privatdozent in deskriptiver und mikroskopischer Anatomie. Von 1845 bis 1848 arbeitete er als Reservemedicus am gleichen Krankenhaus. In dieser Zeit entstanden wegweisende Literaturarbeiten wie Bau und Verwendung des Mikroskopes (1847). 1850 folgte die Arbeit „om øjet“ (Über das Auge) und 1852 seine Untersuchung „Om Epithelioma“ (Über Hauttumore), die als die Eröffnung eines bedeutenden neuen Forschungsbereiches erkannt wurde. Alle diese Veröffentlichungen festigten seinen Ruf als hervorragendem medizinisch-biologischem Grundlagenforscher.
Nachdem seine Hoffnungen auf ein akademisches Amt enttäuscht waren, führte er neben seiner praktischen Tätigkeit als Mediziner das Leben eines zurückgezogenen Privatgelehrten. In seiner 1892 herausgegebenen Autobiographie ordnete Hannover sein wissenschaftliches Schrifttum selbst. Auf Basis seines wissenschaftlichen Werkes erhielt er zahlreiche nationale und internationale Auszeichnungen und Ehrungen. Am 15. Oktober 1844 wurde er mit dem akademischen Beinamen R. Treviranus als Mitglied (Matrikel-Nr. 1542) in die Deutsche Akademie der Naturforscher Leopoldina aufgenommen. 1852 erhielt er den Ehrendoktortitel der Universität Groningen. 1853 wurde er Mitglied der Kongelige Danske Videnskabernes Selskab, der Dänischen Wissenschaftlichen Gesellschaft. 1856 erhielt er vom Institut de France für seine Studien zum menschlichen Auge den Prix Monthyon. 1885 wurde er zum korrespondierenden Mitglied der Académie des sciences ernannt. 1890 wurde er in den dänischen Staatsrat berufen. 1872 erhielt er den dänischen Dannebrogorden und 1888 den Dannebrogordenens Hæderstegn.
Das größte Auditorium der Universität Kopenhagen trägt in Gedenken an Adolph Hannover den Namen Hannover Auditorium. Hannover ist auf dem jüdischen Mosaisk Vestre begravelsesplads in Kopenhagen beerdigt.